# Plantin–Moretus Múzeum
Az antwerpeni Plantin–Moretus Múzeum a két híres nyomdász, Christoffel Plantin és Jan Moretus emlékét őrzi a hajdani Plantin-nyomda épületében. Ez az egyetlen fennmaradt nyomda a reneszánsz és barokk korból. A 2005. óta világörökségi helyszínné minősített múzeumot 2013. decemberben az UNESCO fokozottan védendő státuszba helyezte.

## Történet
A nyomdavállalatot Christoffel Plantin alapította 1555-ben.  16 gépével és 80 alkalmazottjával a maga korában egyike volt a legnagyobb nyomdáknak. A nyomda és kiadóvállalat jelentős humanisták találkozóhelye volt, és egyaránt nyomtatott katolikus és református könyveket.
Minthogy egyetlen fia fiatalon meghalt, Plantin halála után egyik veje, Jan Moretus (Martina Plantin férje) vette át a vezetést. Ettől az időtől kezdve a nyomda az ellenreformáció egyik fontos intézményévé vált. Később a kiadó szoros kapcsolatba került Peter Paul Rubenssel, aki több könyvüket is illusztrálta.

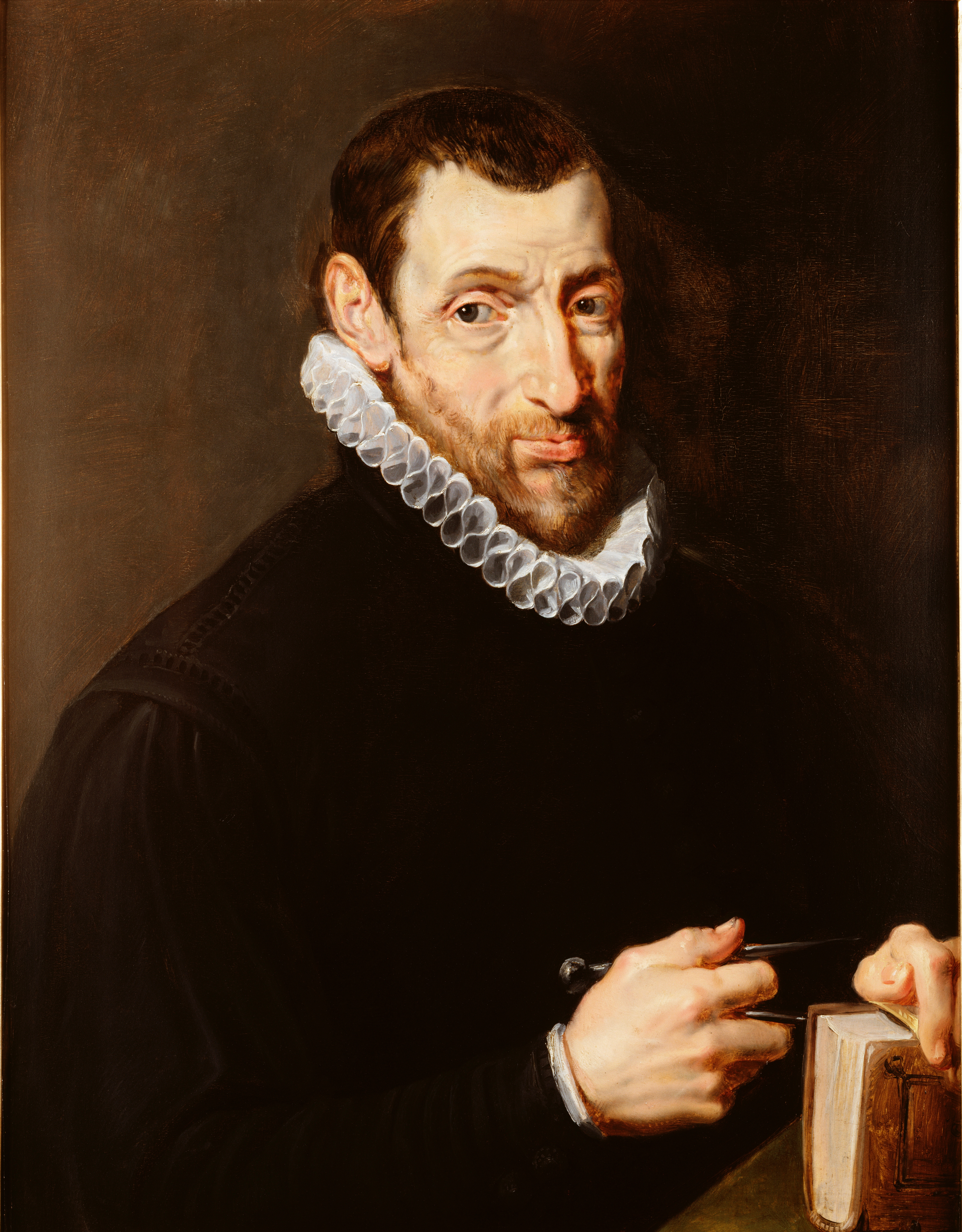
Christoffel Plantin (Rubens festménye)

1876-ban Edward Moretus eladta a céget Antwerpen városának. Egy évvel később a közönség már látogathatta a lakószobákat és a nyomdát. 2002-ben a múzeumot jelölték az UNESCO világörökség listájára. 2005-ben vált a világörökség részeként, elsőként a múzeumok közül.
A múzeum birtokában rendkívüli tipográfiai anyag található. Azon kívül, hogy a világ egyik legrégebbi fennmaradt nyomdája, teljes szedőkészletekkel és matricákkal, a könyvtára is híres. A könyvtár kb. 25 000 régi kötetet tartalmaz és majdnem teljes áttekintést nyújt a nyomda termeléséről a 16. és a 19. század között. Ezen kívül kb. 600 kéziratot is őriznek a 9.-16. századból, valamint a nyomda teljes üzleti archívumát.
A Vrijdagmarkton található ház nemcsak nyomda, hanem a tulajdonos lakóhelye is volt. A gazdag patrícius lakásában művészi bútorok, képek (többek között Rubenstől is), aranyozott bőrtapéták, szobrok és porcelántárgyak találhatók.

## Gyűjtemény
- ötnyelvű Biblia (Biblia Polyglotta) (1568-1573)
- Thesaurus Teutoniae Linguae
- Abraham Ortelius földrajzkönyve: Theatrum Orbis Terrarum
- Rembert Dodoens növényeket leíró könyve: Cruydeboeck
- Andreas Vesalius és Joannes Valverde anatómiakönyve
- Simon Stevin tizedestörtekről szóló könyve

## Fordítás
Ez a szócikk részben vagy egészben a Plantin-Moretus Museum című angol Wikipédia-szócikk ezen változatának fordításán alapul.  Az eredeti cikk szerkesztőit annak laptörténete sorolja fel. Ez a jelzés csupán a megfogalmazás eredetét és a szerzői jogokat jelzi, nem szolgál a cikkben szereplő információk forrásmegjelöléseként.
Ez a szócikk részben vagy egészben a Plantin-Moretus-Museum című német Wikipédia-szócikk ezen változatának fordításán alapul.  Az eredeti cikk szerkesztőit annak laptörténete sorolja fel. Ez a jelzés csupán a megfogalmazás eredetét és a szerzői jogokat jelzi, nem szolgál a cikkben szereplő információk forrásmegjelöléseként.

## Külső hivatkozások
- A múzeum honlapja
- Képek a múzeumból
- A múzeum a világörökség honlapján